# Parnon
Parnon, Parnonas (Grieks: Πάρνων / Πάρνωνας) of Malevos (Μαλεβός) is een bergketen of massief in het oosten van de Peloponnesos. Het westelijke deel ligt in de prefectuur Laconia en het noordoostelijke deel in de prefectuur Arcadia. De Parnon-bergketen scheidt Laconia van Arcadia. De bergketen is maximaal 1.935 m hoog. De top biedt een panoramisch uitzicht op grote delen van Arcadia, Laconia en de zuidelijke prefecturen van Argolis.

## Geografie

### Fysiek
Het Parnon-massief is verdeeld in drie delen. Het noordelijkste en hoogste deel ligt 30 kilometer ten noorden van Doliana in Noord-Kynouria (oostelijk Arcadia), ten zuidoosten van de Platanaki-pas. Onder de berg liggen bossen van zwarte den en spar; boven op de berg graslanden.
Tussen de pas en Kounouria in het zuiden ligt 22 km van het centrale deel van Parnon, lager dan het noordelijke deel.
De resterende 38 km, nog lager maar nog steeds bergachtig, loopt van Kounouria naar de zee bij Epidaurus Limera, in Monemvasia.

### Politiek
De dichtstbijzijnde plaatsen zijn:
- Ano Doliana, noord
- Kastanitsa, noordoosten
- Agios Vasileios, oost
- Platanaki, oost
- Palaiochori, oost
- Kosmas, zuidoosten
- Geraki, zuid
- Kallithea, zuidwesten
- Vamvakou, west

## Geologie
De Parnon-bergketen bestaat overwegend uit kalksteen. Bij de berg ligt de op vier na diepste grot in Griekenland, het Peleta Sinkhole (diepte -543 m) en de indrukwekkende verticale grot Propantes (-360m).